# Casilda Benegas Gallego
Casilda Benegas Gallego (ur. 8 kwietnia 1907 w Trinidad w Paragwaju zm. 28 czerwca 2022 w Mar del Prata, Buenos Aires w Argentynie) – paragwajska superstulatka, która osiadła w Argentynie, gdzie mieszkała. Casilda Benegas w chwili śmierci uważana była za najstarszą żyjącą argentyńską superstulatkę, zweryfikowaną przez Gerontology Research Group.

## Życiorys
Casilda Benegas urodziła się 8 kwietnia 1907 roku w Trynidad, w dzielnicy Itapua, w Paragwaju. Jej rodzicami byli Patricio Benegas i Asuncion Ojeda. Została ochrzczona w Santisima Trinidad w Trynidadzie. Poślubiła Benigno Gallego Cuenya w Santisima Trinidad. Po ślubie, 6 kwietnia 1945 r. przeniosła się do Argentyny. Casilda przez całe życie była gospodynią domową i poświęcała się opiece nad dwójką swoich dzieci i wychowywaniem wnuków. Doczekała się prawnuków i praprawnuków.
W 2000 roku w wieku 93 lat wyemigrowała do Hiszpanii, ale 13 lat później powróciła do Mar del Plata, aby osiedlić się tam na stałe.

### Zachorowanie na COVID-19
Według National Health Surveillance System (SNVS), Casilda Benegas była wśród prawie 500 zarażonych osób w wieku ponad 100 lat, które przeszły COVID-19 i wyzdrowiały (stan na dzień: 10 grudnia 2020). Casilda Benegas uzyskała pozytywny wynik testu na obecność COVID-19 w trakcie trwania pandemii koronawirusa, ale chorobę przeszła bezobjawowo. W dniu 23 grudnia 2020 r. odzyskała siły i wyzdrowiała, co uczyniło ją najstarszą znaną osobą, która przeżyła chorobę, do momentu w którym Lucile Randon również przeszła tę chorobę styczniu 2021 r. i Casilda utraciła ten tytuł. W 2021 roku dowiedziała się jednak, że tytuł ten nigdy jej się nie należał, ponieważ już wcześniej należał do Marii Branyas Morery, która COVID-19 przeszła w kwietniu 2020 roku i która jest od Casildy o 5 tygodni starsza.
Zmarła 28 czerwca 2022 roku w Mar del Plata, Buenos Aires w wieku 115 lat i 81 dni.